# Crisis de ausencia
Crisis de ausencia, también conocida como petit mal o ausencias típicas, son un tipo de convulsión generalizada que se caracteriza por breves episodios de alteración del estado de conciencia o «ausencias» y actividad anormal en el electroencefalograma. El primero en utilizar el término petit mal (en español: pequeño mal) para nombrar estos episodios fue el psiquiatra francés Jean Étienne Dominique Esquirol.

## Epidemiología
Las crisis de ausencia se presentan en el 25% de los pacientes con epilepsia y pueden suceder solas o más frecuentemente combinadas con otros tipos de crisis convulsivas. Son típicas de personas jóvenes, generalmente menores de 20 años, aunque se presentan principalmente durante la infancia, por lo que pueden confundirse con falta de atención y afectar el rendimiento escolar.

## Signos y síntomas
El síntoma principal y característico es el deterioro repentino de la conciencia, que suele ser breve y durar solamente unos segundos. Durante el episodio, la persona interrumpe sus actividades y permanece estática y con la mirada fija, y ocasionalmente puede presentar pequeñas gesticulaciones o parpadeos. Normalmente, al finalizar la crisis continúan con lo que estaban haciendo sin recordar lo que sucedió. Suelen ser repetitivas y presentarse en varias ocasiones en el transcurso del día.

## Diagnóstico

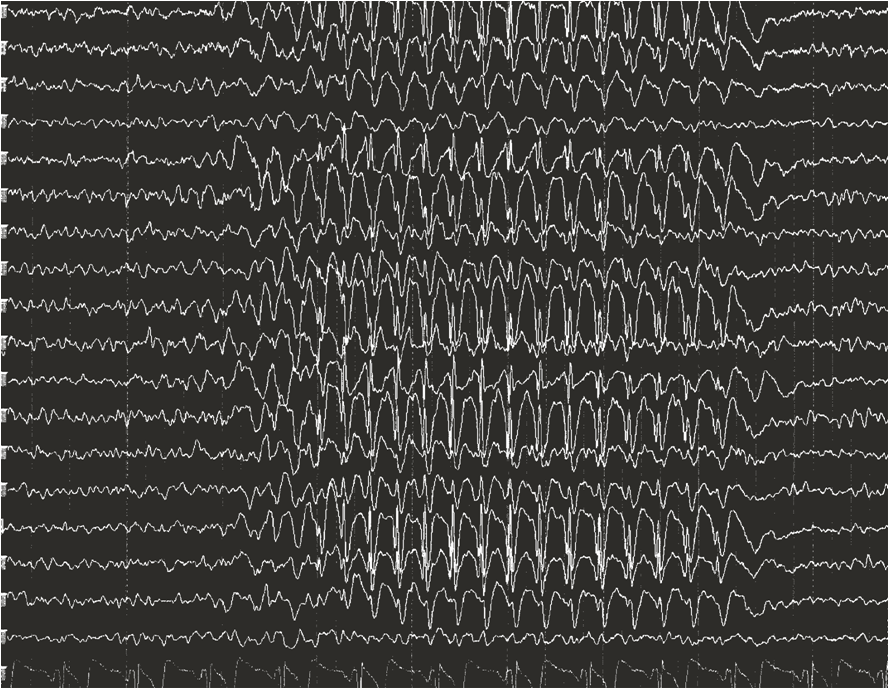
La firma característica del EEG en una crisis de ausencia es la descarga de onda de pico generalizada de 3 Hz.

La sospecha es principalmente clínica, la presencia de episodios repentinos de interrupción de las actividades, la conversación o la marcha, acompañados de mirada fija, parpadeo y ausencia de movimientos, entre otros, orientan hacia la posibilidad diagnóstica. Aunque los rastreos con resonancia magnética nuclear pueden resultar útiles para descartar otras patologías, la única prueba diagnóstica confirmatoria es el electroencefalograma, donde aparecen espicas y complejos de ondas lentas.

## Tratamiento
El fármaco de primera elección para las crisis de ausencia aisladas es etosuximida, pero se desaconseja en el caso de la presencia combinada de convulsiones tónico-clónicas, ya que puede agravarlas. En el caso de crisis combinadas es más efectivo el valproato de magnesio, que tiene un amplio espectro de acción.